# Limneria insculpta
Limneria insculpta là một loài ốc biển nhỏ, là động vật thân mềm chân bụng sống ở biển trong họ Velutinidae.